# Casa Ricordi
Casa Ricordi is de grootste en oudste nog bestaande muziekuitgeverij van Italië. De uitgeverij is over de hele wereld bekend om zijn opera-edities. Casa Ricordi werd in 1808 in Milaan opgericht door Giovanni Ricordi (1785-1853).
Van 1994 tot augustus 2008 maakte Casa Ricordi deel uit van Bertelsmann Music Group (BMG). Sindsdien is de uitgeverij in handen van Universal Music Publishing Group.